# Stanisław Pławski
Stanisław Pławski (ur. 6 września 1883 w Rakiszkach, zm. 7 sierpnia 1950 w Brwinowie) – polski działacz socjalistyczny, poseł na Sejm RP I i II kadencji, od 1922 do 1930. Wieloletni inspektor pracy, radny wileński.

## Życiorys
Syn Mateusza i Anny z domu Krikowskej. W 1909 ukończył Politechnikę w Rydze. Po rewolucji lutowej 1917 brał udział w działalności piotrogrodzkiej sekcji PPS (dotychczasowej PPS Frakcji Rewolucyjnej). Na pierwszej konferencji PPS w Piotrogrodzie w czerwcu 1917, wybrany do Centralnego Komitetu Wykonawczego PPS w Rosji. Ponownie wybierano go do CKW na drugiej konferencji w listopadzie 1917 w Kijowie, jak również na trzeciej w marcu 1918 w Moskwie, oraz czwartej w październiku 1918. Był również członkiem redakcji pisma PPS w Rosji „Głos Robotnika i Żołnierza”. 
Po przewrocie bolszewickim wraz z Kazimierzem Pużakiem, był przedstawicielem PPS w Radzie Polskich Organizacji Rewolucyjno-Demokratycznych przy Komisariacie Polskim w Piotrogrodzie. 7 grudnia 1917 wybrano go współprzewodniczącym Rady. W grudniu 1917 w Kijowie uczestniczył w I Zjeździe Rad Delegatów Robotniczych i Żołnierskich Ukrainy, na którym wybrano go do CKW Rad. 
W okresie 1918–1921 działał nielegalnie z ramienia PPS w Moskwie. Do Polski powrócił w 1921. Był kierownikiem Państwowego Urzędu Pośrednictwa Pracy w Wilnie, zaś od 1922 do 1930 radcą ministra w Ministerstwie Pracy i Opieki Społecznej. W tym czasie działa w wileńskiej organizacji PPS, m.in. pełnił funkcję przewodniczącego Okręgowego Komitetu Robotniczego.
W trakcie wyborów parlamentarnych 1922, został wybrany do Sejmu z listy nr 2 (PPS), w okręgu wyborczym nr 63 (Wilno). W Sejmie I kadencji pracował w komisji komunikacyjnej oraz komisji robót publicznych. Od grudnia 1922 był członkiem Rady Naczelnej PPS.
W trakcie wyborów parlamentarnych 1928, został wybrany do Sejmu z listy państwowej nr 2 (PPS). Zdobył również mandat w okręgu wyborczym nr 64 (Święciany), którego się zrzekł. W Sejmie II kadencji, pracował w komisjach: komunikacyjnej, regulaminowej i nietykalności poselskiej, oraz komisji emigracyjnej. W 1928 został również radnym w Wilnie. 
Od 1930 był inspektorem pracy w Stanisławowie, a od 1932 we Lwowie. Po wybuchu wojny, po zajęciu Lwowa przez Związek Radziecki, został wykładowcą na Politechnice Lwowskiej. Po zajęciu Lwowa przez Niemców, był urzędnikiem w Arbeitsamcie i nauczycielem w chemicznej szkole zawodowej. 
W 1945 wyjechał do Warszawy, gdzie od 15 października 1945 pracował w Ministerstwie Pracy i Opieki Społecznej. Był zatrudniony w Departamencie Pracy jako inspektor okręgu, a od maja 1947 jako naczelnik Wydziału Inspekcji Pracy, Był także przewodniczącym Komisji Bezpieczeństwa i Higieny Pracy przy Centralnym Zarządzie Energetyki w Warszawie. Działał w „lubelskiej” PPS, a od grudnia 1948 był członkiem PZPR.

## Ordery i odznaczenia
- Złoty Krzyż Zasługi (22 lipca 1947)[1]